# 諸王四
金牛座103，又名BD+24 755，HD 32990、SAO 76974、HR 1659，是金牛座的一颗恒星，视星等为5.5，位于銀經179.25，銀緯-9.56，其B1900.0坐标为赤經5h 2m 0.9s，赤緯+24° -9.56′ 59″。